# Ignacio Ávila Rodríguez
Ignacio Ávila Rodríguez (Manresa, 19 de enero de 1979) es un deportista español que compite en atletismo adaptado y en ciclismo adaptado (ruta y pista). Ganó tres medallas en los Juegos Paralímpicos de Verano entre los años 2000 y 2016.

## Palmarés internacional
| Juegos Paralímpicos | Juegos Paralímpicos | Juegos Paralímpicos | Juegos Paralímpicos |
| Año                 | Lugar               | Medalla             | Prueba              |
| ------------------- | ------------------- | ------------------- | ------------------- |
| 2000                | Sídney (Australia)  | Medalla de plata    | 4 × 400 m T13       |
| 2008                | Pekín (China)       | Medalla de bronce   | 1500 m T13          |

| Juegos Paralímpicos | Juegos Paralímpicos     | Juegos Paralímpicos | Juegos Paralímpicos |
| Año                 | Lugar                   | Medalla             | Prueba              |
| ------------------- | ----------------------- | ------------------- | ------------------- |
| 2016                | Río de Janeiro (Brasil) | Medalla de plata    | Ruta B              |